# Kullerstads socken
Kullerstads socken i Östergötland ingick i Memmings härad (före 1888 även en del i Finspånga läns härad), ingår sedan 1971 i Norrköpings kommun och motsvarar från 2016 Kullerstads distrikt.
Socknens areal är 39,68 kvadratkilometer, varav 24,94 land. År 2000 fanns här 4 102 invånare. Huvuddelen av tätorten Skärblacka samt kyrkbyn Kullerstad med sockenkyrkan Kullerstads kyrka ligger i denna socken. 

## Administrativ historik
Kullerstads socken har medeltida ursprung. 
Till 1888 låg en del av socknen i Finspångs läns härad (Risinge tingslag), som 1888 överfördes till Memmings härad: Brogetorp, Haget, Järsäter, Ljusfors, Näs, Hallestad eller Ribbingsholm med Högstads utjord, Sund, Åby och Öna.
Vid kommunreformen 1862 övergick socknens ansvar för de kyrkliga frågorna till Kullerstads församling och för de borgerliga frågorna till Kullerstads landskommun. Landskommunen inkorporerades 1952 i Skärblacka landskommun och ingår sedan 1971 i Norrköpings kommun. Församlingen uppgick 2010 i Norrköpings Borgs församling. 1981 överfördes hit från Kimstads socken (församling) fastigheterna Kullerstad Prästgård 1:1, 1:145, 1:146 och 1:147. Till Kimstads socken (församling) överfördes samtidigt härifrån en del av fastigheten Huseryd Södergård 2:14.
1 januari 2016 inrättades distriktet Kullerstad, med samma omfattning som församlingen hade 1999/2000.  
Socknen har tillhört samma fögderier och domsagor som Memmings härad. De indelta soldaterna tillhörde  Första livgrenadjärregementet, Östanstångs kompani och Andra livgrenadjärregementet, Linköpings kompani.

## Geografi
Kullerstads socken ligger sydväst om Norrköping söder om Glan med Motala ström i väster. Socknen är en slättbygd med inslag av småkuperad skogsbygd.

## Fornlämningar

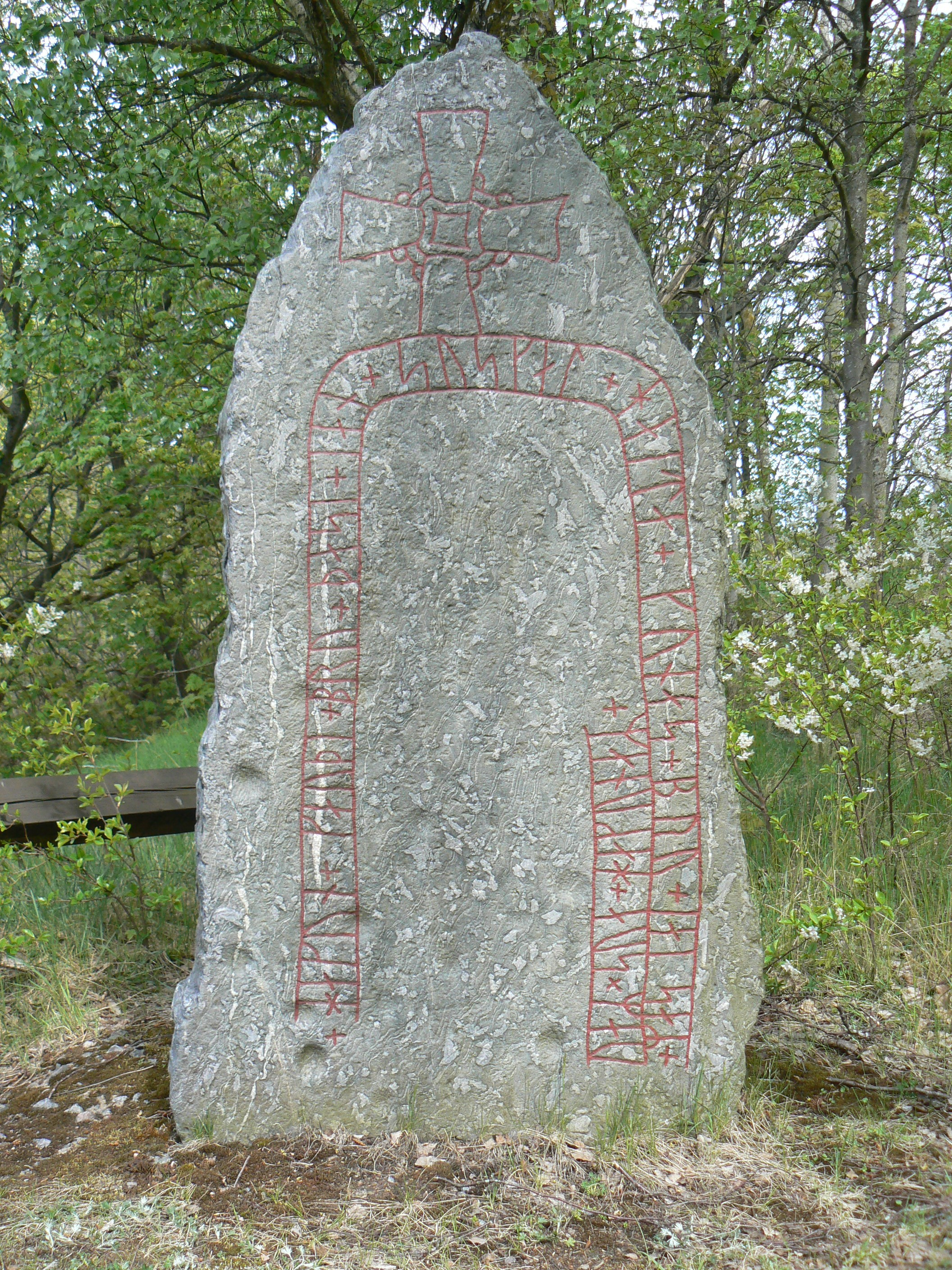
Östergötlands runinskrifter 162 vid Kullersta bro

Kända från socknen är 19 gravfält från järnåldern. Tre runristningar är kända.

## Namnet
Namnet (cirka 1235 Kullarstadha) kommer från kyrkbyn. Förleden är antingen kullar, 'kulle, höjd' (byn är belägen på en höjd) eller mansnamnet Kullar. Efterleden är sta(d), 'ställe'.

### Fotnoter
1. 1 2  Svensk Uppslagsbok andra upplagan 1947–1955: Kullerstad socken
2. 1 2  Harlén, Hans; Harlén Eivy (2003). Sverige från A till Ö: geografisk-historisk uppslagsbok. Stockholm: Kommentus. Libris 9337075. ISBN 91-7345-139-8
3. ↑  ”Församlingar”. Statistiska centralbyrån. https://www.scb.se/hitta-statistik/regional-statistik-och-kartor/regionala-indelningar/forsamlingar/. Läst 30 december 2022.
4. ↑  Administrativ historik för Kullerstad socken (Klicka på församlingsposten). Källa: Nationella arkivdatabasen, Riksarkivet.
5. 1 2  Sjögren, Otto (1931). Sverige geografisk beskrivning del 2 Östergötlands, Jönköpings, Kronobergs, Kalmar och Gotlands län. Stockholm: Wahlström & Widstrand. Libris 9939
6. 1 2  Nationalencyklopedin
7. ↑  Fornlämningar, Statens historiska museum: Kullerstads socken
8. ↑  Fornminnesregistret, Riksantikvarieämbetet: Kullerstads socken Fornminnen i socknen erhålls på kartan genom att skriva in sockennamn (utan "socken") i "Ange geografiskt område"
9. ↑  Mats Wahlberg, red (2003). Svenskt ortnamnslexikon. Uppsala: Institutet för språk och folkminnen. Libris 8998039. ISBN 91-7229-020-X. https://isof.diva-portal.org/smash/get/diva2:1175717/FULLTEXT02.pdf